# Farvel seng - jeg elsker dig
Farvel seng – jeg elsker dig var titlen på Radio 100FM's morgenprogram fra først i oktober 2007 til 23.maj 2008.
I spidsen for programmet stod Mads Vangsø. I løbet af programmets levetid var Vangsø flankeret af først Eddie Michel og Martin Hjort og siden Katja Bostrup og Lars Johansson og nyhedsværten Mette Melgaard. 
Programmet var i 2008 nomineret til en Zulu Award.
| Radio | Spire Denne artikel om radio eller radioprogrammer er en spire som bør udbygges. Du er velkommen til at hjælpe Wikipedia ved at udvide den. |